# Apoštolská administratura v Bělorusku
Apoštolská administratura v Bělorusku je administratura běloruské řeckokatolické církve nacházející se v Bělorusku.

## Území
Zahrnuje všechny věřící byzantského katolického ritu na území Běloruska.
Rozděluje se do 16 farností. K roku 2023 měla 5000 věřících, 16 eparchiálních kněží, 3 diákony a 4 seminaristy.

## Historie
Dne 17. září 1939 byl zřízen apoštolský exarchát Bělorusko, který byl roku 1943 zrušen.
Dne 30. března 2023 byla papežem Františkem zřízena apoštolská administratura.

## Seznam apoštolských exarchů a administrátorů
- Mykolaj Čarneckyj (1939–1940) apoštolský administrátor
- Antoni Niemancewicz (1940–1943)
  - zrušena (1943)
- Jan Sergiusz Gajek, M.I.C. (od 2023)